# Марковская артиллерийская бригада
Марковская артиллерийская бригада — артиллерийская часть Марковской дивизии, участвовавшая в Гражданской войне в составе Вооружённых сил Юга России и Русской армии.

## История
Была сформирована 15 октября 1919 года в Вооруженных силах Юга России из 1-й, 2-й, 3-й, 4-й, 7-й и двух запасных батарей 1-й артиллерийской бригады. Вела свою историю от Сводной Михайловско-Константиновской батареи. Включала четыре дивизиона и запасный дивизион. Входила в состав Марковской дивизии, однако в 1919 году её батареи зачастую придавались другим частям. Понесла тяжелые потери при окружении дивизии у села Алексеево-Леоново 18 декабря 1919 года, потеряв 12 орудий из 13. К 1 января 1920 года в бригаде осталось 365 человек при 11 орудиях, в том числе 33 офицера и 150 солдат в 4-й батарее.
В Крым прибыло 246 офицеров и чиновников и около 500 солдат при 4 орудиях. 16 апреля 1920 года 3-й дивизион был расформирован, а 2-й заново сформирован из 2-го и 3-го дивизионов Алексеевской артиллерийской бригады. Приказом Главнокомандующего ВСЮР от 12 июня 1920 года 1-я, 3-я, 4-я и 7-я батареи бригады были пожалованы серебряными трубами с лентами ордена Св. Николая Чудотворца. На 15 сентября 1920 года в бригаде состояло 250 офицеров. За войну из состава бригады было убито и умерло от ран: не менее 66 офицеров, 30 юнкеров и кадет, 2 сестры милосердия и 59 нижних чинов, умерли от болезней 30 офицеров и 6 солдат.
В Галлиполи бригада была сведена в Марковский артиллерийский дивизион под командованием генерал-майора Л. Л. Илляшевича (в составе 1-го армейского корпуса). После преобразования Русской армии в РОВС дивизион до 1930-х годов представлял собой кадрированную часть, несмотря на распыление его чинов по разным странам. Осенью 1925 года насчитывал 340 человек, в том числе 220 офицеров. Начальником группы во Франции был полковник В. Е. Жолондковский, в Париже — полковник В. В. Щавинский.

## Командный состав
- Командир бригады — полковник (генерал-майор) П. Н. Машин.

Командиры дивизионов:
- 1-го — полковник Иванов (с июня 1919 до 14 марта 1920; умер), полковник А. М. Лепилин (сентябрь — октябрь 1920);
- 2-го — полковник А. А. Михайлов, полковник П. А. Падчин (9 декабря 1919 — 2 января 1920);
- 4-го — полковник А. М. Лепилин (май — сентябрь 1920), полковник Г. В. Айвазов (сентябрь — октябрь 1920);
- запасного — полковник П. П. Шкурко.

Командиры батарей:
- 1-й — штабс-капитан (полковник) А. А. Шперлинг (24 апреля 1919 — 6 августа 1920), полковник Б. В. Харьковцев 1-й (с 6 августа 1920);
- 2-й — полковник Иванов (с 4 апреля 1919), поручик (капитан) Н. Н. Боголюбский (с 7 октября 1919);
- 3-й — полковник А. М. Лепилин (с 15 октября 1919), поручик В. В. Щавинский (9 декабря 1919 — апрель 1920), подполковник В. И. Стадницкий-Колендо (с апреля 1920);
- 4-й — капитан (полковник) Ф. А. Изенбек (с 9 декабря 1919), капитан Тишевский (до 2 января 1920), поручик И. Жуков (врио, до 14 марта 1920; умер);
- 5-й — штабс-капитан (подполковник) В. И. Стадницкий-Колендо (с 21 сентября 1919);
- 6-й — штабс-капитан Н. С. Михно;
- 7-й — полковник В. П. Левиков (с августа 1919);
- 8-й — капитан (полковник) С. А. Песчанников;
- 1-й запасной — штабс-капитан Масленников (с 29 июля 1919);
- 2-й запасной — штабс-капитан Ф. А. Изенбек (с 29 июля 1919).

## Форма
Чины бригады носили белые фуражки с черным околышем (офицеры — бархатные) и черные погоны с красной выпушкой и буквой «М» (у 1-й генерала Маркова батареи — «ГМ»). Для чинов бригады 17 августа 1920 года был установлен нагрудный знак в виде черного мальтийского креста с красной узкой каймой, наложенный на серебряный терновый венок, в центре — золотая буква «М».

## Галерея

В Галлиполи
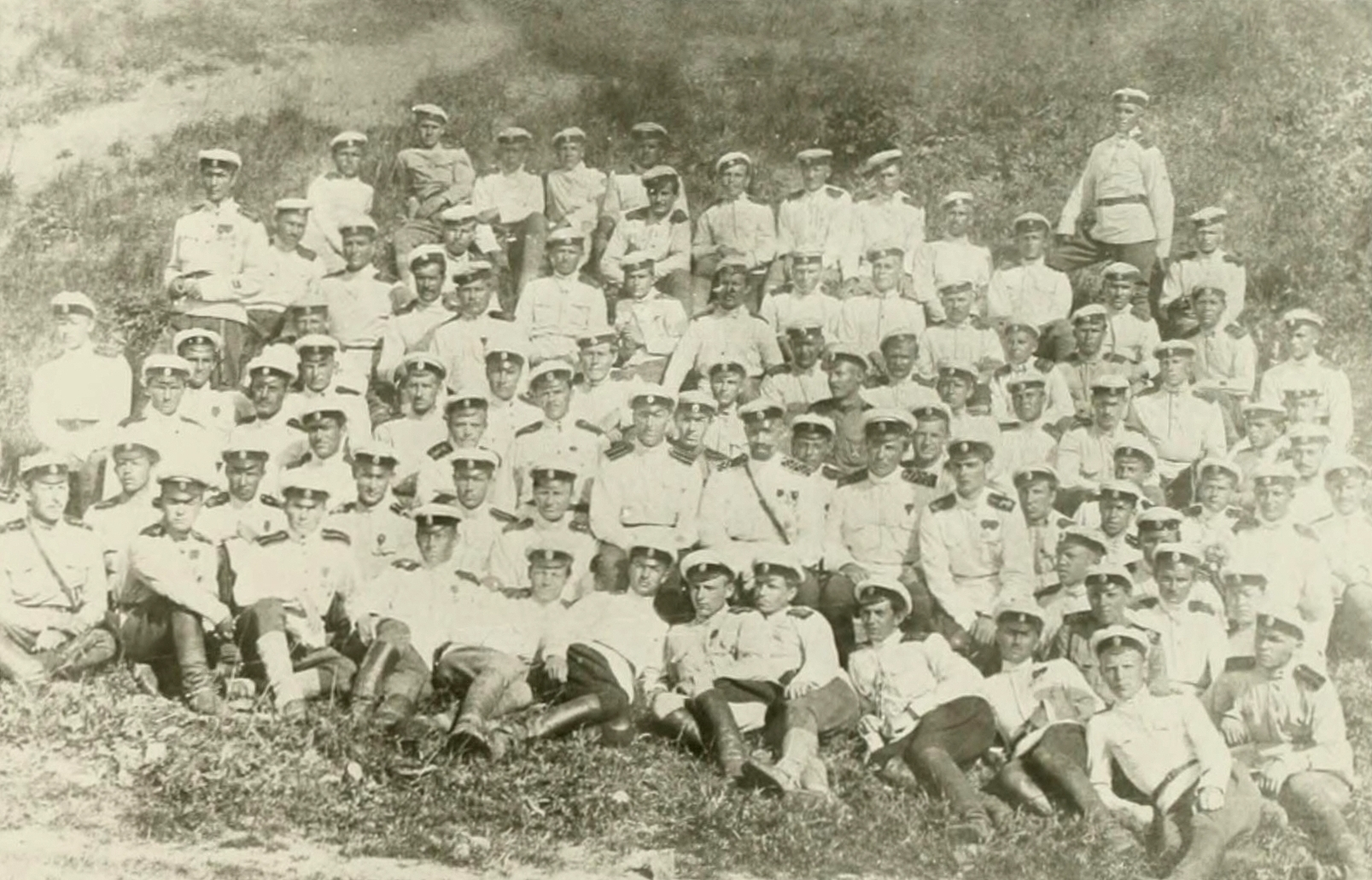
1-я генерала Маркова батарея.
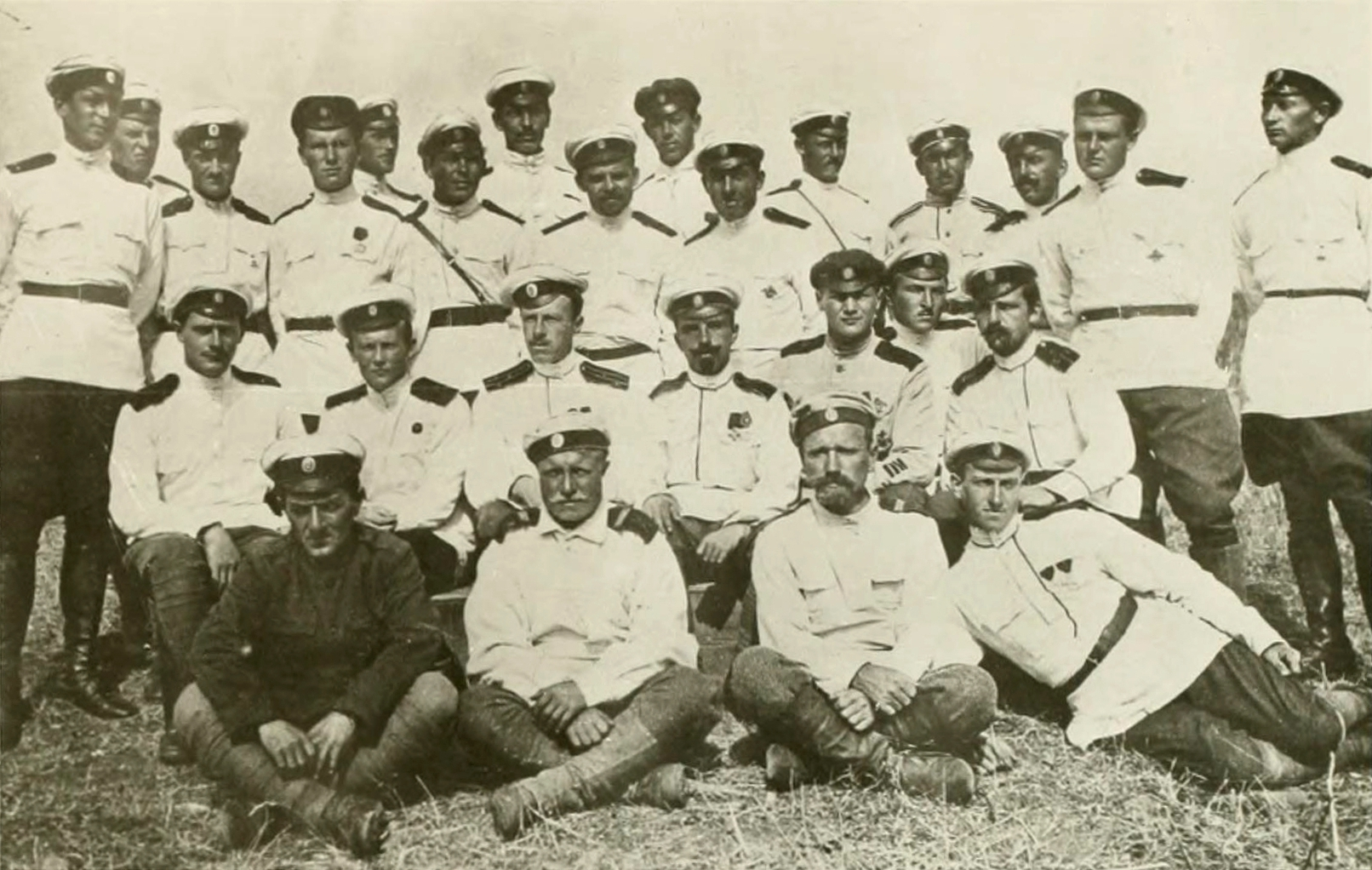
Кадр 3-й батареи подполковника Стадницкого-Колендо.
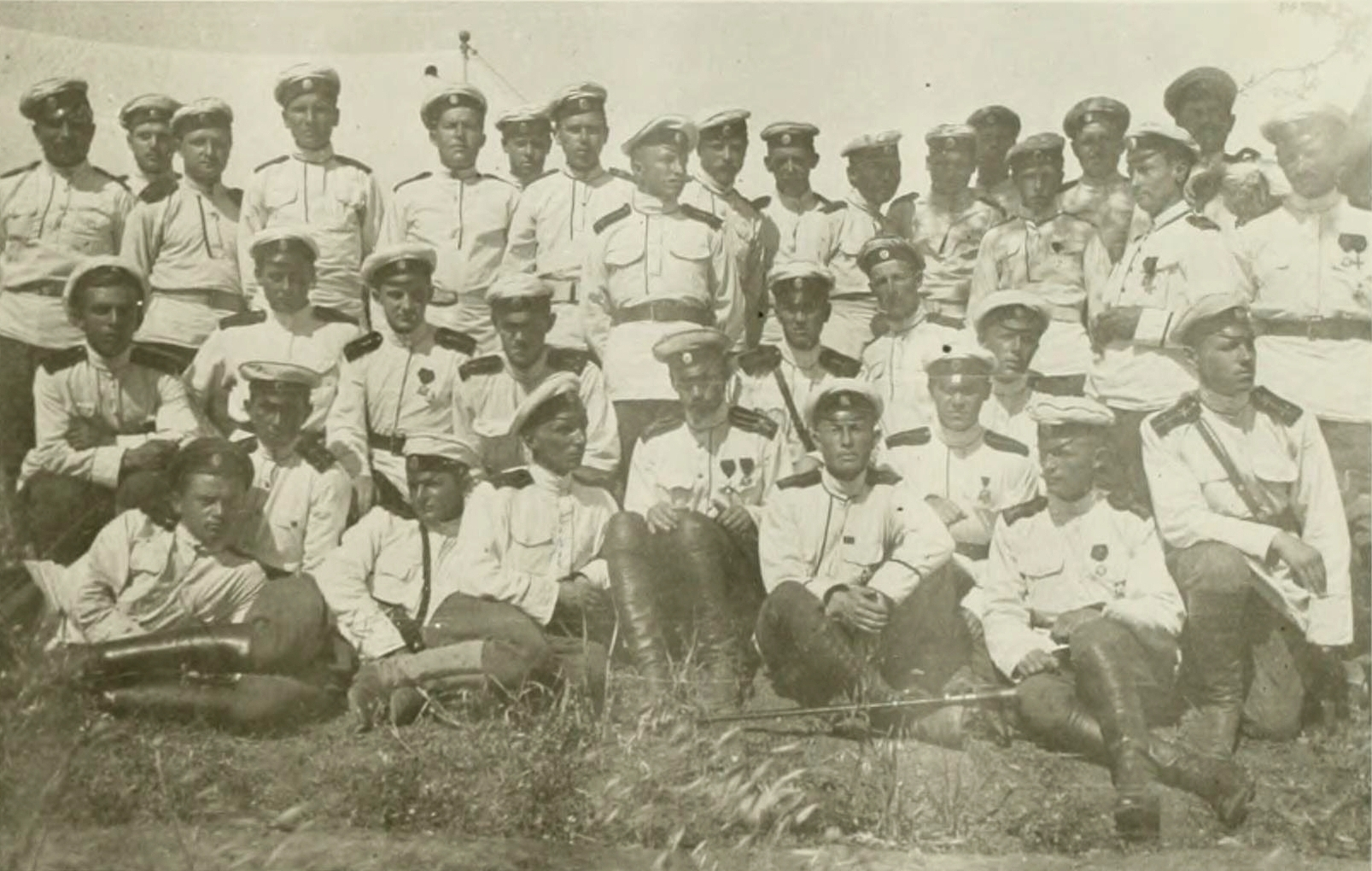
Кадр 4-й батареи полковника Изенбека.
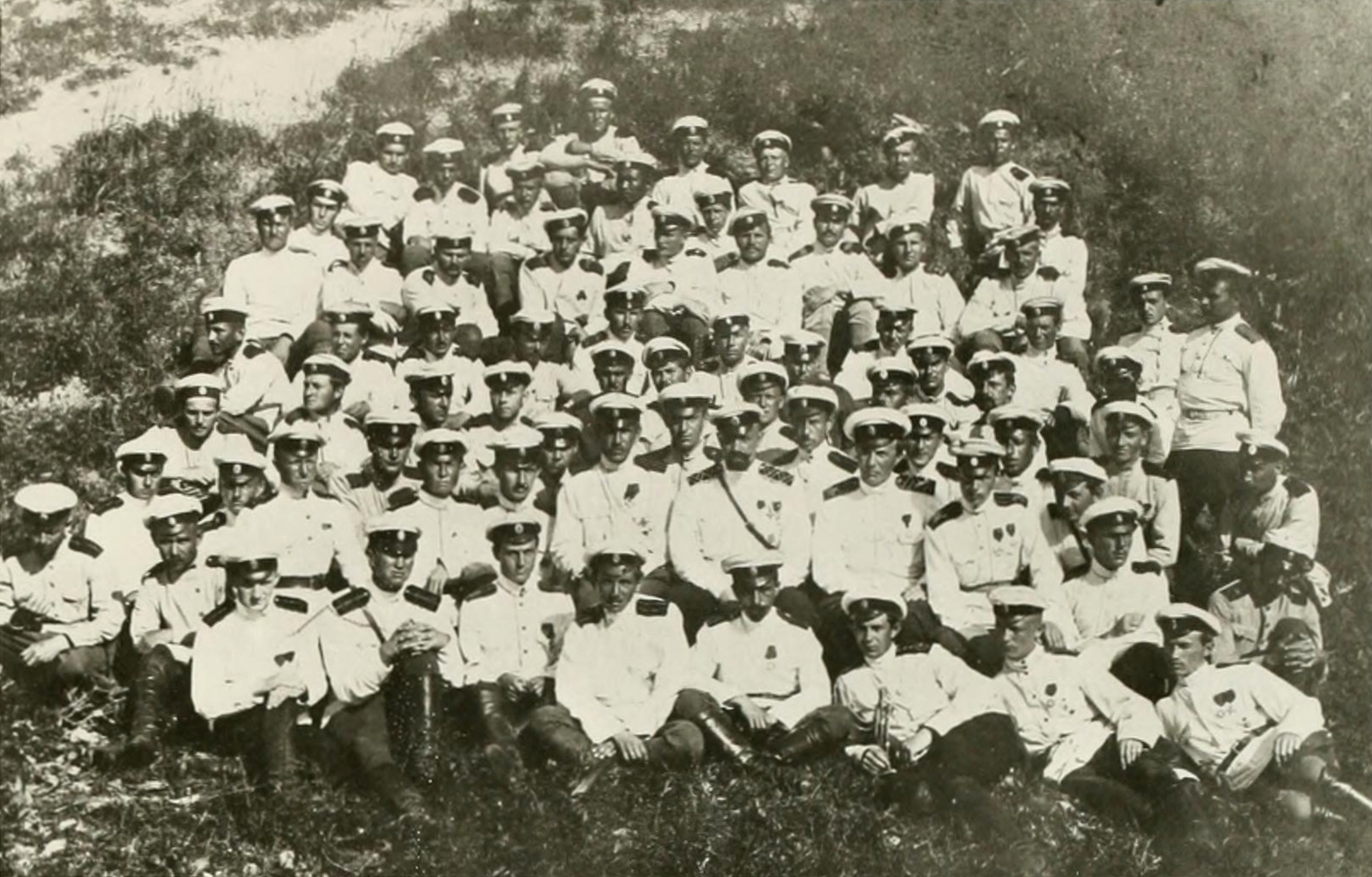
2-я сводная батарея полковника Михайлова.
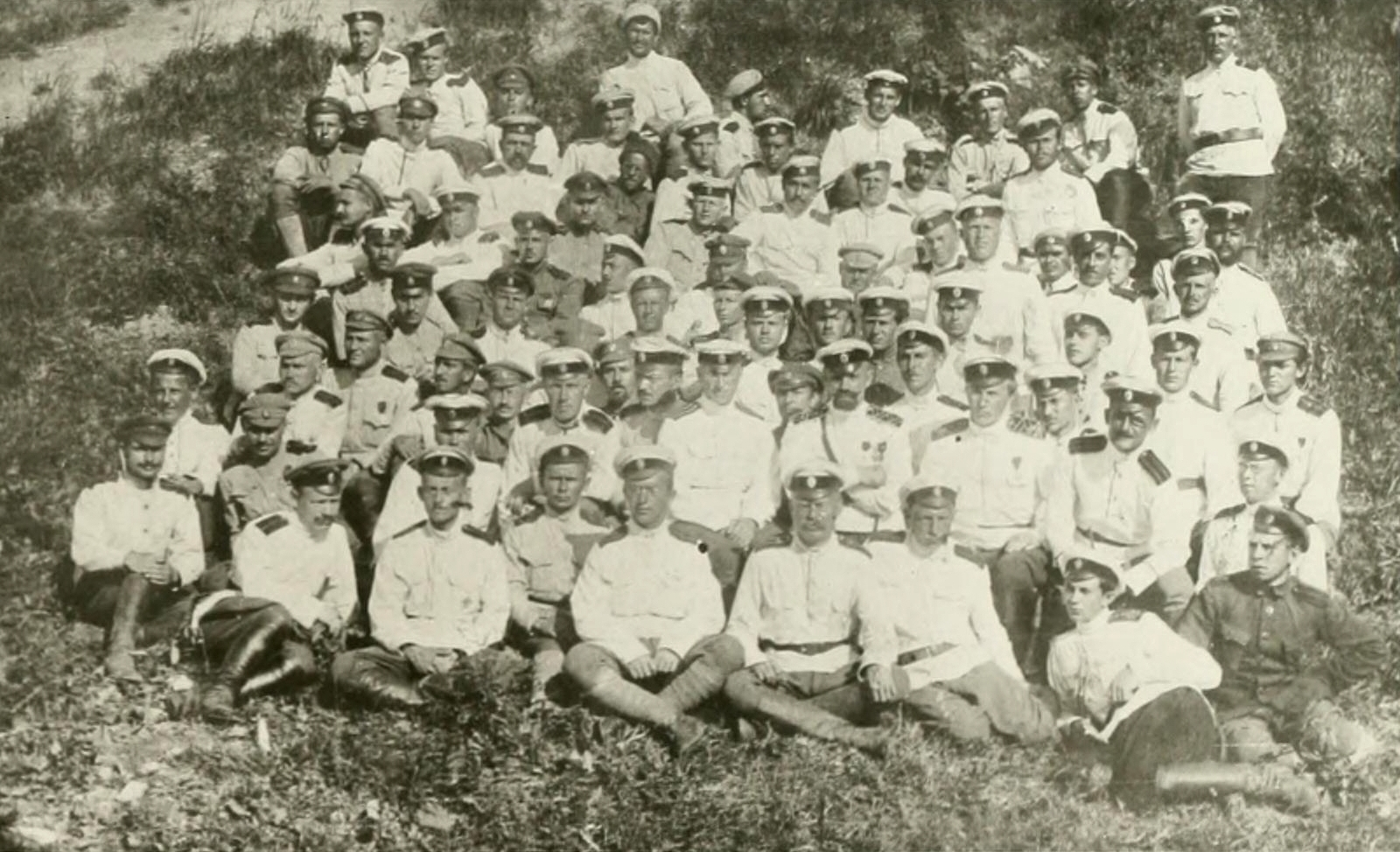
3-я сводная батарея полковника Песчанникова.
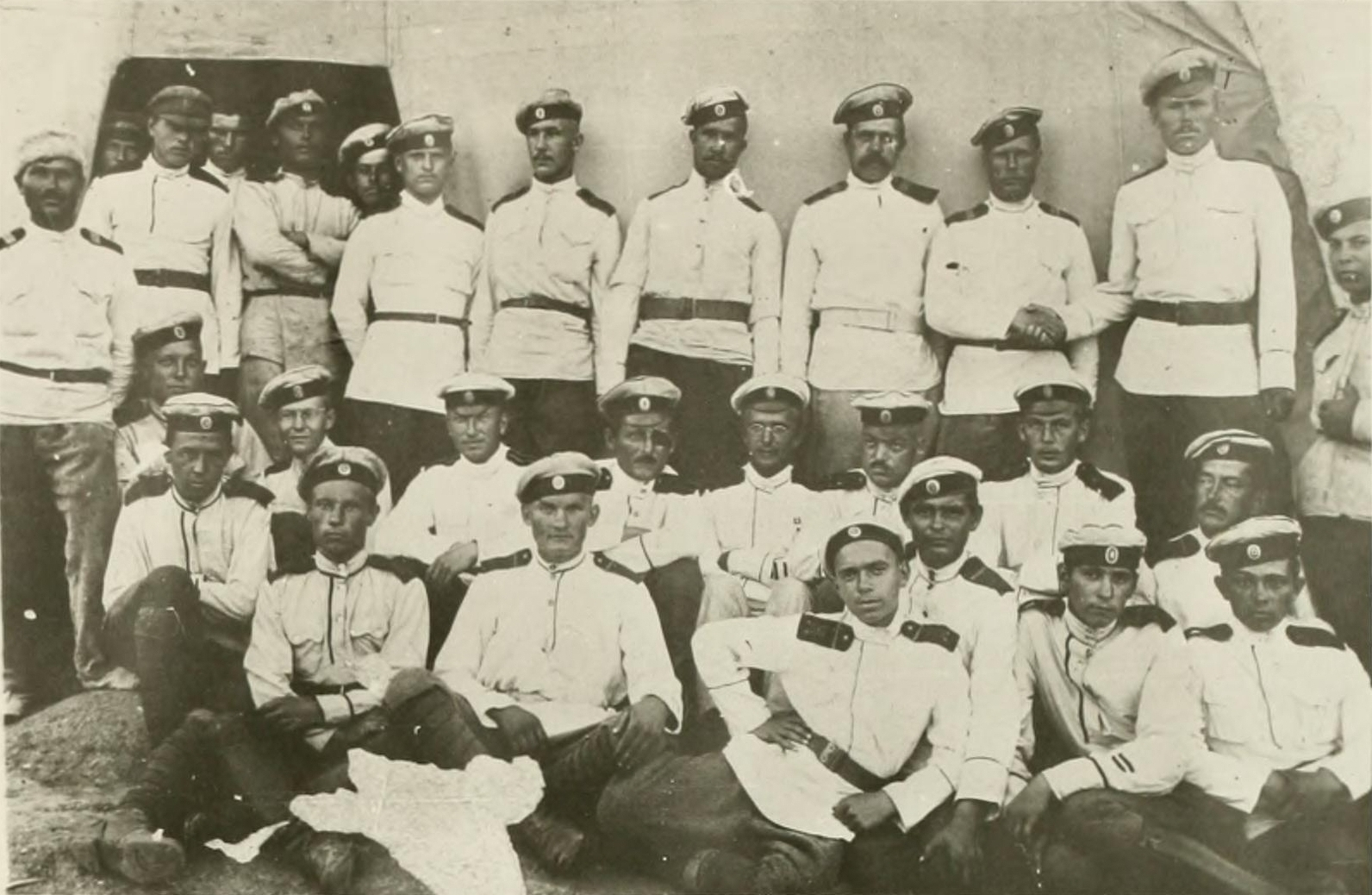
Группа солдат 3-й сводной батареи с полковниками Песчанниковым, Жолондковским, Пчельниковым и Сакварелидзе, и капитаном Виноградовым.